# Samuel Dumoulin
Samuel Dumoulin (Vénissieux, 20 augustus 1980) is een voormalig Frans wielrenner die jarenlang reed voor AG2R La Mondiale.

## Carrière
Dumoulin werd beroepswielrenner in 2002 bij Jean Delatour, een ploeg die hij twee jaar later verruilde voor AG2R Prévoyance. Hoewel de 1,59 meter lange Dumoulin meer het postuur van een klimmer heeft, is hij dat geenszins, maar juist een behoorlijk goed sprinter. Dumoulin is de schoonzoon van Vincent Lavenu.
In de Ronde van Frankrijk 2004, waarin hij de kleinste renner van het peloton was, moest hij opgeven nadat hij over een hond was gevallen.
In 2005 won Dumoulin een etappe in de Dauphiné Libéré, waarin hij ook de leiderstrui droeg. Drie jaar later pakte de kleine Fransman de derde etappe in de Ronde van Frankrijk, door een lange vlucht winnend af te ronden. Naast die etappes in de Dauphiné Libéré en de Ronde van Frankrijk won Dumoulin in zijn profloopbaan onder andere drie etappes in de Ronde van de Toekomst, de Ronde van Normandië, tweemaal de semi-klassieker Tro Bro Léon, drie etappes in de Ronde van Catalonië en Parijs-Corrèze. Voor het overige heeft Dumoulin zijn palmares vooral bij elkaar weten te fietsen middels overwinningen in kleinere Franse koersen. Hij won dan ook al tweemaal de Coupe de France, het regelmatigheidsklassement dat jaarlijks opgemaakt wordt over een reeks van eendaagse wielerwedstrijden in Frankrijk.

## Belangrijkste overwinningen
2001
Parijs-Tours, Beloften
2002
4e etappe Ronde van de Toekomst
2003
Eindklassement Ronde van Normandië
Tro Bro Léon
4e en 10e etappe Ronde van de Toekomst
2004
Tro Bro Léon
2005
2e etappe Critérium du Dauphiné Libéré
2e etappe Ronde van de Limousin
2006
Route Adélie de Vitré
2008
2e etappe Ronde van de Sarthe
3e etappe Ronde van Frankrijk
2e en 5e etappe Ronde van Poitou-Charentes
2009
2e etappe Ronde van de Limousin
Sprintklassement Ronde van Catalonië
2010
1e etappe Ronde van Gabon
3e etappe Ster van Bessèges
Eindklassement Ster van Bessèges
GP Dell'Insubria-Lugano
6e etappe Ronde van Catalonië
3e etappe Ronde van de Sarthe
2011
3e etappe Ster van Bessèges
1e etappe Ronde van de Haut-Var
5e en 7e etappe Ronde van Catalonië
1e etappe Parijs-Corrèze
Eindklassement Parijs-Corrèze
2012
GP La Marseillaise
Eindklassement Coupe de France
2013
5e etappe Ster van Bessèges
Grote Prijs van Plumelec
Eindklassement Coupe de France
2015
La Drôme Classic
2016
La Roue Tourangelle
Grote Prijs van Plumelec
Boucles de l'Aulne
Ronde van de Doubs
Eindklassement Coupe de France
2017
1e etappe Ronde van de Haut-Var

## Resultaten in voornaamste wedstrijden
| Jaar | Ronde van Italië | Ronde van Frankrijk | Ronde van Spanje |
| ---- | ---------------- | ------------------- | ---------------- |
| 2002 |                  |                     |                  |
| 2003 |                  | 141e                |                  |
| 2004 |                  | opgave              |                  |
| 2005 |                  | 114e                |                  |
| 2006 |                  | 119e                |                  |
| 2007 |                  |                     |                  |
| 2008 |                  | 113e (1)            |                  |
| 2009 |                  | 137e                |                  |
| 2010 |                  | opgave              | 124e             |
| 2011 |                  | 161e                |                  |
| 2012 |                  | 107e                |                  |
| 2013 |                  | 143e                |                  |
| 2014 |                  | 90e                 |                  |
| 2015 |                  |                     |                  |
| 2016 |                  | 130e                |                  |

| Jaar | Milaan-San Remo | Parijs-Roubaix | Amstel Gold Race | Luik-Bast.‑Luik | Ronde van Lombardije | Parijs-Tours | Bretagne Classic | Brussels Cycling Classic |  | WK op de weg |  | Wereldranglijsten |
| ---- | --------------- | -------------- | ---------------- | --------------- | -------------------- | ------------ | ---------------- | ------------------------ |  | ------------ |  | ----------------- |
| 2002 |                 | opgave         |                  |                 |                      | 111e         |                  |                          |  |              |  |                   |
| 2003 |                 | opgave         |                  |                 |                      | 131e         |                  |                          |  | opgave       |  |                   |
| 2004 | 81e             |                |                  |                 |                      |              |                  |                          |  |              |  |                   |
| 2005 |                 |                |                  |                 |                      | 93e          |                  |                          |  |              |  |                   |
| 2006 | 111e            |                | 41e              | opgave          |                      |              | 29e              |                          |  | opgave       |  | 118e (UPT)        |
| 2007 | opgave          |                | 73e              |                 | opgave               | 53e          |                  |                          |  |              |  | 233e (UPT)        |
| 2008 |                 |                |                  |                 |                      | 125e         |                  |                          |  |              |  | 104e (UPT)        |
| 2009 | 129e            |                |                  |                 |                      |              | 7e               |                          |  |              |  | 131e (UWK)        |
| 2010 |                 |                |                  |                 | 29e                  | 21e          |                  |                          |  |              |  | 175e (UWK)        |
| 2011 |                 |                | 104e             |                 |                      | 52e          | 22e              |                          |  | 172e         |  |                   |
| 2012 |                 |                |                  |                 |                      | 130e         | 9e               |                          |  |              |  |                   |
| 2013 |                 |                |                  |                 |                      | 7e           | Brons            | 10e                      |  |              |  | 77e (UWT)         |
| 2014 |                 |                |                  |                 |                      |              | 40e              | 20e                      |  |              |  | 150e (UWT)        |
| 2015 | 111e            |                |                  |                 |                      | opgave       | 16e              |                          |  |              |  | 171e (UWT)        |
| 2016 |                 |                |                  |                 |                      |              | 16e              | 11e                      |  |              |  | 204e (UWT)        |

## Ploegen
- 2001 –  Française des Jeux (stagiair vanaf 1-9)
- 2002 –  Jean Delatour
- 2003 –  Jean Delatour
- 2004 –  AG2R Prévoyance
- 2005 –  AG2R Prévoyance
- 2006 –  AG2R Prévoyance
- 2007 –  AG2R Prévoyance
- 2008 –  Cofidis, le Crédit par Téléphone
- 2009 –  Cofidis, le Crédit en Ligne
- 2010 –  Cofidis, le Crédit en Ligne
- 2011 –  Cofidis, le Crédit en Ligne
- 2012 –  Cofidis, le Crédit en Ligne
- 2013 –  AG2R La Mondiale
- 2014 –  AG2R La Mondiale
- 2015 –  AG2R La Mondiale
- 2016 –  AG2R La Mondiale
- 2017 –  AG2R La Mondiale
- 2018 –  AG2R La Mondiale
- 2019 –  AG2R La Mondiale